# Arcoverde
Arcoverde là một đô thị thuộc bang Pernambuco, Brasil. Đô thị này có diện tích 353 km², dân số năm 2007 là 65270 người, mật độ 184,9 người/km².